# 300-as vasúti fővonal
A 300-as vasúti fővonal Románia egyik vasúti fővonala a Bukarest, Brassó, Segesvár, Tövis, Kolozsvár és Nagyvárad nyomvonalon, 647 km hosszan. Összesen 35 állomás található rajta.

## Története

### Építés
- Püspökladány–Nagyvárad-vasútvonal egy része Biharpüspöki és Nagyvárad között
- Nagyvárad–Kolozsvár-vasútvonal

### Rekonstrukciók és fejlesztések az uniós csatlakozás után
A Segesvár és Piski (200-as vonal) közötti szakasz felújítására 2012-ben írták alá az első kivitelezési szerződéseket, de a jelentős csúszások miatt csak 2018−2019-ben kezdték el részlegesen átadni az első szakaszokat (a kétvágányú pálya egyik vágányát). Volt olyan szakasz, mely az eredeti három éves határidővel szemben kilenc év alatt készült el. 2021-re mindkét vágány elkészült, de a kitérők beszerzésének késése miatt csak egyet lehetett használni. 2023 közepén ugyan forgalomba helyezték a pályát, az ETCS vonatbefolyásoló rendszernek azonban még a tesztelése sem kezdődött el. Ennek befejezése után a 169 km-es szakaszból 140 km-en elérhető lesz a 160 km/órás sebesség.
Az új nyomvonalon 112 km-es Brassó–Segesvár szakaszon három évnyi kivitelezés után sem kezdték még el az alagutak fúrását, így a szakasz átadásáig még mintegy öt évnyi munka van hátra. Ez a szakasz 2023-ban a CFR legnagyobb folyamatban lévő beruházásának számít, három alszakaszra (Brassó–Apáca, Apáca–Kaca és Kaca–Segesvár) bontva összesen csaknem 6 milliárd lej költséggel. Ürmösnél és Homoródnál az ország leghosszabb alagútjai épülnek majd (7, ill. 5 km); ezek fúrását 2023 közepén kezdik, és a tervek szerint 18-19 hónapig tart majd.
A Nagyvárad–Kolozsvár szakaszon várhatóan 2024 elején több évig tartó vágányzárral járó rekonstrukció kezdődik.